# Toxoplasmosi
La toxoplasmosi è una malattia parassitaria causata dal parassita Toxoplasma gondii. Le infezioni da toxoplasmosi solitamente non causano sintomi negli esseri umani adulti. Talvolta si possono riscontrare un paio di settimane o un mese di lieve malattia simil-influenzale, come dolori muscolari, linfoadenopatia e in pochi casi si sviluppano problemi agli occhi, ma solo a coloro che hanno un sistema immunitario debole, possono verificarsi sintomi gravi come le convulsioni e una scarsa capacità di coordinamento. Se una donna viene infettata durante la gravidanza, una condizione nota come "toxoplasmosi congenita" può influenzare il nascituro.
La toxoplasmosi solitamente si contrae dopo aver mangiato cibo mal cotto contenente cisti, con il contatto con le feci di un gatto infetto e con la trasmissione da madre a figlio durante la gravidanza. Raramente la malattia si trasmette in seguito ad una trasfusione di sangue, né si diffonde tra le persone. Il parassita è noto per riprodursi sessualmente nei felidi. Tuttavia, è in grado di infettare la maggior parte degli animali a sangue caldo, compresi gli esseri umani. La diagnosi viene tipicamente formulata testando il sangue per la presenza di anticorpi oppure verificando la presenza nel liquido amniotico del DNA del parassita.
La principale forma di prevenzione consiste nel preparare e cuocere adeguatamente gli alimenti. Si raccomanda inoltre che le donne in gravidanza non puliscano le lettiere dei gatti. Nelle persone altrimenti sane, non è solitamente necessario alcun trattamento. Durante la gravidanza, possono essere prescritti la spiramicina o la pirimetamina/sulfadiazina e l'acido folinico.
Fino a metà della popolazione mondiale è infettata da toxoplasmosi, ma risulta asintomatica. Negli Stati Uniti, circa il 23% della popolazione ha il parassita, un dato che in alcune zone del mondo arriva fino al 95%. Circa 200.000 casi di toxoplasmosi congenita si verificano ogni anno. Il parassita è stato descritto per la prima volta nel 1908 da Charles Nicolle e Louis Manceaux. Nel 1941, la trasmissione durante la gravidanza, da madre a bambino, è stata confermata.

## Epidemiologia
Le infezioni da T. gondii si verificano in tutto il mondo, anche se i tassi di infezione differiscono in modo significativo da paese a paese. Per le donne in età fertile, una statistica effettuata su 99 studi di 44 paesi ha trovato che le aree di più alta prevalenza si trovano in America Latina (circa il 50-80%), zone orientali e centrali dell'Europa (circa il 20-60%), Medio Oriente (circa 30-50%), zone del sud-est asiatico (circa il 20-60%) e alcuni stati dell'Africa (circa il 20-55%).
Negli Stati Uniti, i dati del National Health and Nutrition Examination Survey (NHANES) ottenuti tra il 1999 e il 2004 hanno trovato che il 9% delle persone nate negli Stati Uniti e appartenenti alla fascia di età tra i 12 e i 49 anni erano sieropositive per gli anticorpi IgG contro T. gondii, un dato in calo rispetto al 14,1% dimostrato da uno studio simile tra il 1988 e il 1994. Nello studio tra il 1999 e il 2004 è risultato che il 7,7% dei nati negli stati Uniti e il 28,1% delle donne nate all'estero, tra i 15 e i 44 anni di età, sono T. gondii sieropositivi. Una tendenza verso la diminuzione è stata osservata in numerosi studi negli Stati Uniti e in molti paesi europei.
Il protista responsabile della toxoplasmosi è il T. gondii. Vi sono tre tipi principali di T. gondii responsabili della toxoplasmosi in tutto il mondo. Vi sono tre tipi di T. gondii che hanno effetti differenti su alcuni ospiti, soprattutto topi e esseri umani a causa della loro variazione nel genotipi.
- Tipo I: virulento nei topi e nell'uomo, si trova nei pazienti affetti da AIDS.
- Tipo II: non virulento nei topi, virulento negli esseri umani (per lo più in Europa e Nord America), si trova nei pazienti affetti da AIDS.
- Tipo III: non virulento nei topi, virulento principalmente negli animali, si trova in misura minore negli esseri umani.

Le tecniche di sierotipizzazione attuali possono distinguere solo il tipo I o il tipo III dal tipo II..
Poiché il parassita rappresenta una particolare minaccia per i feti quando viene contratto durante la gravidanza, gran parte dei dati epidemiologici a livello mondiale per quanto riguarda T. gondii provengono dal test di sieropositività nelle donne in età fertile. I test di sieropositività cercano la presenza di anticorpi contro T. gondii nel sangue, così mentre la sieropositività garantisce che uno è stato esposto al parassita, non garantisce necessariamente che uno sia cronicamente infetto.

## Eziologia
Il Toxoplasma gondii vive in genere nel tratto intestinale del gatto, che si infetta cibandosi di carne di piccoli roditori. Esso rappresenta l'animale sorgente per la riproduzione del protozoo, in quanto nel suo intestino il toxoplasma svolge il suo ciclo di riproduzione sessuata.
Le ovocisti vengono emesse con le feci del gatto e possono essere ingerite da un altro animale o rarissimamente dall'uomo, i quali rappresentano quindi i suoi ospiti intermedi
La coabitazione tra gatti e uomo non è un fattore di rischio importante per l'infezione di Toxoplasma, in quanto il gatto elimina le ovocisti solo per 1-2 settimane in seguito all'infezione, e le stesse non sono ancora infettanti, poiché sporulano nel terreno nell'arco di 1-5 giorni; quindi con una regolare pulizia della lettiera e dell'ambiente si annulla il rischio. Molto più pericoloso, è cibarsi di carni crude o poco cotte (specie di agnello e suino), di insaccati, di verdure lavate male o di latticini non pastorizzati.
Nell'uomo la toxoplasmosi può manifestarsi in forma acquisita o connatale. L'infezione può causare schizofrenia.

## Segni e sintomi
L'infezione si presenta in tre fasi:

### Toxoplasmosi acuta
La toxoplasmosi acuta è spesso asintomatica negli adulti sani. Tuttavia, possono manifestarsi alcuni sintomi simil-influenzali: ingrossamento dei linfonodi, mal di testa, febbre e stanchezza, dolori muscolari e dolori che durano per un mese o più. Raramente un essere umano con un sistema immunitario pienamente funzionante sviluppa sintomi gravi dopo l'infezione. Le persone con sistema immunitario indebolito possono andare incontro a mal di testa, confusione, scarsa capacità di coordinazione, convulsioni, problemi polmonari che possono assomigliare alla tubercolosi o polmonite da Pneumocystis jirovecii (un'infezione opportunistica comune che si verifica nelle persone con AIDS) o visione offuscata causato da una grave infiammazione della retina (toxoplasmosi oculare). I bambini e le persone immunocompromesse, come coloro affetti da HIV/AIDS o che assumono alcuni tipi di chemioterapia o che hanno recentemente ricevuto un trapianto d'organo, possono sviluppare una grave forma di toxoplasmosi. Ciò può causare danni al cervello (encefalite) o agli occhi (retinocoroiditi necrotizzante). I neonati infettati attraverso la trasmissione placentare possono nascere con uno di questi problemi o con malformazioni nasali, anche se queste complicanze sono rare.
L'ingrossamento dei linfonodi si riscontra comunemente nel collo o sotto il mento, seguiti dalle ascelle e da quelli dell'inguine. Il gonfiore può verificarsi in momenti diversi dopo l'infezione iniziale e ricorrere in modo indipendente dal trattamento antiparassitario. Si trova di solito in siti singoli negli adulti, ma nei bambini, più siti possono essere più comuni. L'ingrossamento dei linfonodi si risolve entro uno o due mesi nel 60% dei casi. Tuttavia, un quarto delle persone colpite dovranno attendere da due a quattro mesi per tornare alla normalità e l'8% fino a sei mesi. Un numero consistente (6%) tornerà alla normalità molto più tardi.

### Toxoplasmosi latente
Grazie alla sua natura asintomatica, è facile per un ospite essere infettato dal Toxoplasma gondii e sviluppare la toxoplasmosi senza saperlo. Anche se lievi sintomi simil-influenzali, di tanto in tanto, si possono verificare durante le prime settimane dopo l'esposizione, l'infezione da T. gondii non produce segni e sintomi facilmente osservabili negli adulti sani. Nella maggior parte delle persone con un sistema immunitario sano, l'infezione entra in una fase latente, durante il quale sono presenti solo bradizoiti (cisti di tessuto). Queste cisti tissutali, oltre a lesioni, possono verificarsi sulla retina, sul rivestimento alveolare dei polmoni (dove un'infezione acuta può mimare un'infezione da Pneumocystis jirovecii), nel cuore, nei muscoli scheletrici e nel sistema nervoso centrale (SNC), compreso il cervello (vedi Neuroradiologia delle infezioni per il processo diagnostico). Le cisti si formano nel sistema nervoso centrale al momento della infezione da T. gondii e persistono per tutta la vita dell'ospite. La maggior parte dei bambini che sono infettati nell'utero, non presentano sintomi alla nascita, ma possono svilupparli più tardi nella vita.
Studi sierologici hanno stimato che il 30%-50% della popolazione mondiale è stata esposta al parassita e può essere cronicamente affetta da toxoplasmosi latente, anche se i tassi di infezione differiscono in modo significativo da un paese all'altro. Questo stato latente di infezione è stato recentemente correlato con numerose malattie, alterazioni neuronali e cambiamenti comportamentali.

### Toxoplasmosi cutanea
Raramente possono riscontrarsi lesioni cutanee in forma acquisita della malattia, tra cui roseola ed eruzioni come l'eritema multiforme. Possono verificarsi noduli come il prurigo, l'orticaria e lesioni maculopapulari. I neonati possono avere macchie puntiformi o ecchimosi. La diagnosi di toxoplasmosi cutanea si basa sulla forma tachizoite del T. gondii che può essere trovata nell'epidermide. Esso può essere identificato mediante microscopia elettronica o mediante colorazione di Giemsa dove il citoplasma appare blu e il nucleo rosso.

## Classificazione

### La toxoplasmosi acquisita
La toxoplasmosi acquisita è una infezione primaria contratta sia con l'ingestione di ovocisti tramite cibo (carni bovine e suine non sufficientemente cotte o crude, verdure crude non lavate), sia più raramente per ingestione di ovocisti mature di Toxoplasma gondii a seguito del contatto con oggetti, terreno o altro materiale contaminato dalle ovocisti di toxoplasma.
Penetrate nell'organismo, le ovocisti danno origine a forme asessuate che si diffondono con il sangue a tutto l'organismo e quindi penetrano e si moltiplicano nelle cellule di organi e tessuti sotto forma di pseudocisti.
L'infezione decorre generalmente in forma asintomatica o con sintomi lievi caratterizzati da interessamento linfoghiandolare (linfoadenopatia simil-mononucleosica). 
Nelle forme più gravi, soprattutto in soggetti immunodepressi (per esempio AIDS), si possono manifestare meningoencefalite, polmoniti atipiche, retinocoroidite, miocardite ed epatite.

### La toxoplasmosi connatale
La toxoplasmosi è una delle malattie infettive facenti parte del complesso TORCH per cui è necessario lo screening durante la gravidanza. Se l'infezione interessa una gestante, i rischi e le possibili complicanze feto-neonatali date dal passaggio dei tachizoiti al feto possono essere aborto o morte fetale; prematurità, ritardato accrescimento intrauterino; letargia (patologia specifica dell'adattamento postnatale).
Inoltre, a carico del sistema reticoloendoteliale, si possono manifestare: epatosplenomegalia; calcificazioni epatiche; ittero; anemia emolitica; petecchie, ecchimosi.
Possono insorgere polmonite, miocardite, lesioni ossee, lesioni nervose quali encefalite; microcefalia; idrocefalia; calcificazioni intracraniche; ritardo dello sviluppo psicomotorio; sordità.
A carico del sistema oculare possono insorgere corioretinite e alterazioni visive.
Dal punto di vista immunologico, infine, possono insorgere anomalie immunologiche umorali e/o cellulo-mediate.

## Profilassi e accertamento diagnostico
Si considerano non protetti dalla toxoplasmosi gli individui con titolo anticorpale specifico inferiore a 1/64 (corrispondente a 10 U.I./ml).
L'identificazione delle gestanti non premunite, ossia non protette, può permettere un'efficace profilassi della fetopatia toxoplasmica, dato che soltanto nelle gestanti che non hanno subito la primoinfezione può verificarsi l'infezione dell'embrione.
In caso di primo-infezione materna accertata, è possibile attuare la diagnosi prenatale della eventuale infezione fetale mediante la ricerca degli anticorpi IgM specifici e il tentativo di isolamento del toxoplasma nel sangue fetale (prelevato con fetoscopia o funicolocentesi ecoguidata), anche se l'alto rischio fetale legato a queste metodiche diagnostiche invasive può essere considerato sproporzionato rispetto allo scopo che si intende conseguire, considerato anche il fatto che con i medesimi farmaci che si somministrano alla madre infetta è possibile anche curare l'eventuale fetopatia toxoplasmica.
L'accertamento diagnostico si attua effettuando l'isolamento del Toxoplasma gondii in colture di tessuti o nel topo; i metodi sierologici utilizzati sono Dye-Test (Sabin-Feldman), emoagglutinazione indiretta (o passiva), fissazione del complemento, agglutinazione diretta, immunofluorescenza (IgM, IgG, IgA), metodi immunoenzimatici, intradermoreazione e infine con metodi di biologia molecolare come RT-PCR o Nested PCR.

## Trattamento
Il trattamento viene spesso consigliato solo per le persone con gravi problemi di salute, come ad esempio le persone con HIV la cui conta dei CD4 è di meno di 200 cellule/mm3, poiché la malattia è più grave quando il sistema immunitario è debole. Il trimetoprim-sulfametossazolo è il farmaco di scelta per la profilassi della toxoplasmosi, ma non per il trattamento della malattia attiva. Uno studio del 2012 mostra un nuovo modo promettente per trattare la forma attiva e latente di questa malattia utilizzando due chinoloni.

### Forma acuta
I farmaci prescritti per la toxoplasmosi acuta sono i seguenti:
- Pirimetamina - un farmaco antimalarico
- Sulfadiazine - un antibiotico usato in combinazione la con pirimetamina per curare la toxoplasmosi
  - La terapia di combinazione è di solito somministrata con supplementi di acido folico per ridurre l'incidenza di trombocitopenia.
  - La terapia di combinazione è più utile nel contesto di HIV.
- Clindamicina
- Spiramicina - un antibiotico usato più frequentemente nelle donne in gravidanza per prevenire l'infezione ai loro figli.

### Forma latente
Nelle persone con toxoplasmosi latente, le cisti sono immuni a questi trattamenti: gli antibiotici non raggiungono i bradizoiti in concentrazione sufficiente.
I farmaci prescritti per la toxoplasmosi latente sono:
- Atovaquone - un antibiotico utilizzato per uccidere le cisti di Toxoplasma nei malati di AIDS[39]
- Clindamicina - un antibiotico che, in combinazione con l'atovaquone, sembrava in grado di uccidere in modo ottimale le cisti nei topi[40]

### Forma congenita
Quando a una donna incinta viene diagnosticata la toxoplasmosi acuta, l'amniocentesi può essere utilizzata per determinare se il feto è stato infettato o meno. I tachizoiti hanno approssimativamente una probabilità del 30% di entrare nel tessuto placentare e da lì infettare il feto. Con l'aumento dell'età gestazionale al momento della infezione, aumenta anche la probabilità di infezione fetale.
Se il parassita non ha ancora raggiunto il feto, la spiramicina può aiutare a prevenire la trasmissione placentare. Se il feto è stato infettato, la madre può essere trattata, dopo il primo trimestre, con pirimetamina e sulfadiazina con l'aggiunta di acido folinico. Questo trattamento viene somministrato dopo il primo trimestre e con l'acido folinico poiché la pirimetamina ha un effetto antifolico e la mancanza di questo acido può interferire con la formazione del cervello del feto e causare trombocitopenia. L'infezione nelle precedenti fasi della gestazione è correlata con peggiori esiti fetali e neonatali, in particolare quando l'infezione non viene trattata.

## La toxoplasmosi del cane
Da non confondere con la neosporosi, nel cane la toxoplasmosi si può manifestare in tre forme:
- acuta;
- subacuta;
- cronica (sintomatica o asintomatica)

La forma acuta è caratterizzata da febbre elevata (41-41,5 °C), vomito, diarrea e segni di broncopolmonite. Spesso si conclude con la morte dell'animale. La forma subacuta presenta gli stessi sintomi di quella acuta ma in forma attenuata. La forma cronica sintomatica è caratterizzata da anemia e dimagrimento.
Il cimurro ed altre virosi si possono associare alla toxoplasmosi, mascherando il quadro di quest'ultima.